# Бекетов, Александр Владимирович
Александр Владимирович Бекетов (род. 14 марта 1970 года, Воскресенск, Московская область) — российский фехтовальщик на шпагах, заслуженный мастер спорта, олимпийский чемпион.
Окончил Смоленский государственный институт физической культуры по специальности тренер-преподаватель (1992). Выступал за «Динамо» (Московская область). В 1996 году участвовал в летних Олимпийских играх в Атланте, где завоевал золотую медаль в личном первенстве и серебряную в командном первенстве. Бронзовый призёр чемпионата мира 1989 в командном первенстве. Чемпион России в 1994 году. Награждён орденом Мужества (1997).